# Linda Marguet
Linda Marguet (* 11. September 1983 in Pontarlier) ist eine ehemalige französische Leichtathletin, die im Mittelstreckenlauf antrat und sich auf die 800 Meter spezialisiert hatte. Ihren größten Erfolg feierte sie mit dem Vizehalleneuropameistertitel über 800 Meter 2011 in Paris.

## Sportliche Laufbahn
Erste Erfahrungen bei internationalen Meisterschaften sammelte Linda Marguet im Jahr 2009, als sie bei den Mittelmeerspielen in Pescara in 2:01,73 min den vierten Platz über 800 Meter belegte. Anschließend gewann sie bei den Spielen der Frankophonie in Beirut in 2:03,15 min die Bronzemedaille über 800 Meter hinter den Marokkanerinnen Seltana Aït Hammou und Halima Hachlaf und belegte mit der französischen 4-mal-400-Meter-Staffel in 3:39,09 min den vierten Platz. 2011 gewann sie bei den Halleneuropameisterschaften in Paris in 2:01,61 min die Silbermedaille über 800 Meter hinter der Britin Jenny Meadows. 2012 wurde Marguet französische Meisterin im 800-Meter-Lauf im Freien sowie von 2009 bis 2011 in der Halle.
2013 beendete sie ihre aktive sportliche Karriere im Alter von 30 Jahren.

## Persönliche Bestleistungen
- 800 Meter: 2:01,20 min, 13. Juli 2010 in Lüttich
  - 800 Meter (Halle): 2:01,32 min, 5. März 2011 in Paris